# Allium sarawschanicum
Allium sarawschanicum är en amaryllisväxtart som beskrevs av Eduard August von Regel. Allium sarawschanicum ingår i släktet lökar, och familjen amaryllisväxter. Inga underarter finns listade i Catalogue of Life.